# Juan Antonio Rodríguez
Juan Antonio Rodríguez Villamuela (Malaga, 1º aprile 1982) è un ex calciatore spagnolo, di ruolo centrocampista.

## Carriera

### Club

#### Malaga
Ha debuttato nel Malaga B. Facendo parte assieme ad altri di una generazione di canterani di Malaga che hanno fatto storia, salendo di due categorie in due anni consecutivi e disputando tre stagioni consecutive nella Segunda Division con la seconda squadra del Malaga.

#### Deportivo
Arrivato nella prima squadra nel 2006, non contava con l'appoggio del suo allenatore Joaquín Caparrós visto che per il tecnico era l'ultima opzione in quel ruolo. Con l'arrivo di Miguel Ángel Lotina in panchina gli si aprirono le porte per la titolarità. L'arrivo di Lotino al Depor in un titolare indiscutibile fino a quando il Deportivo retrocesse nella stagione 2010-2011 e firmò per il Getafe.
Nell'ultima stagione al Depor si rende protagonista della prima rete subita al Santiago Bernabéu dal Real Madrid di José Mourinho in una gara terminata 6-1 per le merengues, e di cui è il suo l'unico gol per i galiziani.

#### Getafe
Il 1º luglio 2011 Juan Rodriguez firma per il Getafe e continua ad essere un giocatore del club della periferia di Madrid nella quale ha militato per due stagioni consecutive.